# In My Defence
In My Defence – ballada pop rockowa, wykonywana przez wokalistę zespołu Queen, Freddiego Mercury’ego.

## Geneza utworu
Piosenkę napisali Dave Clark, David Soames i Jeff Daniels na potrzeby musicalu Time. Utwór nagrany został przez Mercury’ego. „In My Defence” nagrane zostało w studiu Abbey Road w 1986 roku; siedem miesięcy po wydaniu albumu Mr. Bad Guy. W tym samym roku utwór ukazał się na singlu. Piosenka została wykonana na koncercie w Barcelonie w 1988. W 1992 utwór ukazał się na składance The Freddie Mercury Album oraz na antologicznym zestawie kolekcjonerskim The Solo Collection. W 2000 ukazał się remiks, w którym zmodyfikowano brzmienie instrumentów.

## Lista utworów
winyl 7" / kaseta audio
- A. „In My Defence”
- B. „Love Kills” (Wolf Euro Mix)

CD (wersja #1)
- „In My Defence”
- „Love Kills” (Wolf Euro Mix)
- „She Blows Hot And Cold” (wersja z singla)
- „In My Defence” (wersja oryginalna)

CD (wersja #2)
- „In My Defence”
- „Love Kills” (Original Wolf Mix)
- „Mr Bad Guy”
- „Living On My Own” (Underground Solutions Mix)

## Teledysk
W 1992 roku reżyser Rudi Dolezal skompilował teledysk do utworu, w którym wykorzystano zdjęcia wokalisty z różnych okresów. Teledysk znalazł się na wydawnictwie Lover of Life, Singer of Songs z 2006 roku.

## Twórcy
- Mike Moran – fortepian
- Paul Vincent – gitary
- Graham Jarvis – perkusja
- Andy Pask – gitara basowa
- Peter Banks – syntezatory
- John Christie – chórki